# Chiesa cattolica in Kenya

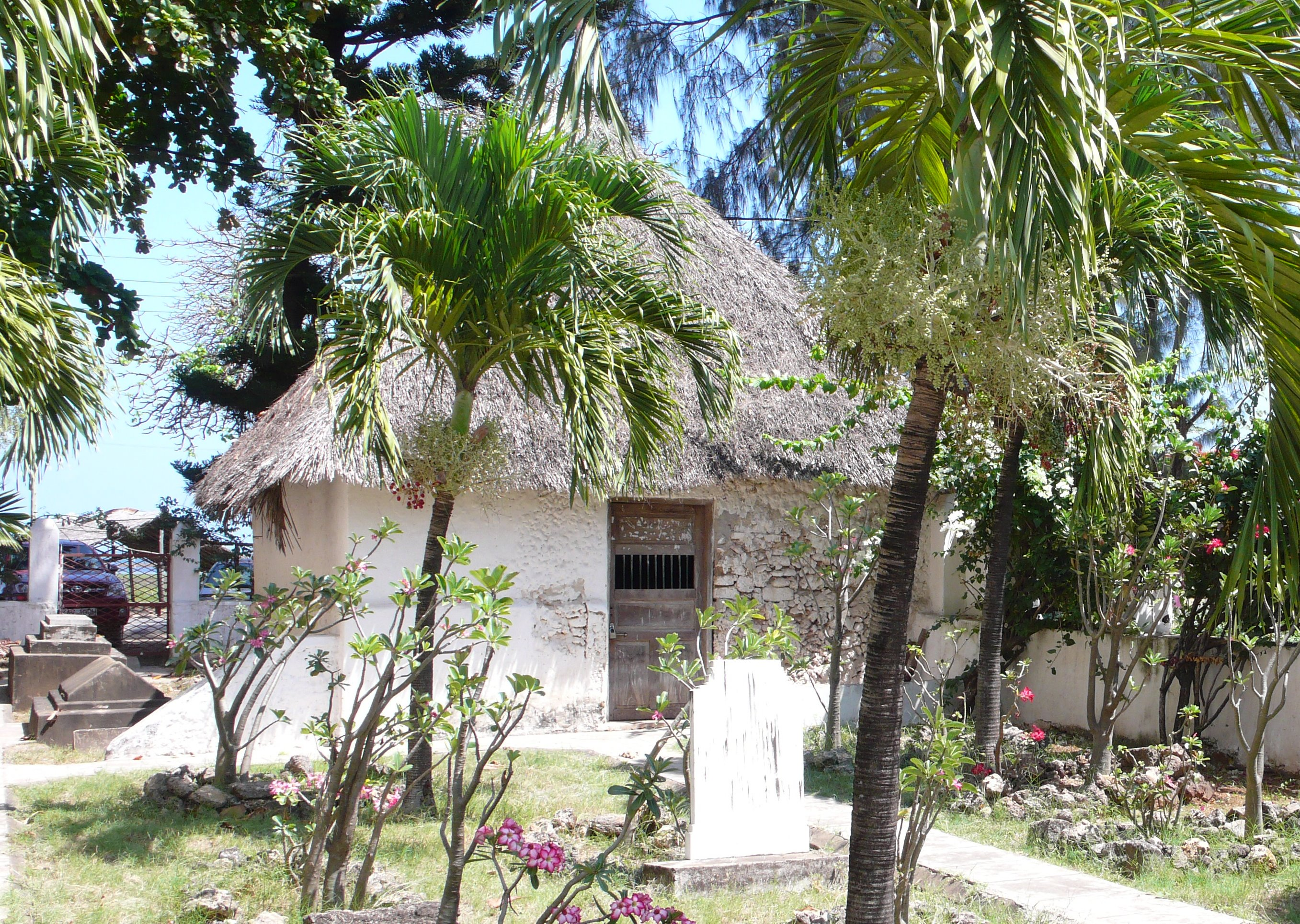
La cappella di Vasco de Gama, che custodisce la croce piantata dall'esploratore portoghese sulle coste di Malindi; è ritenuta la chiesa più antica dell'Africa subsahariana

La Chiesa cattolica in Kenya è parte della Chiesa cattolica universale in comunione con il vescovo di Roma, il papa. Essa è formata da oltre 13 milioni di battezzati, pari a oltre il 25% della popolazione.

## Storia
L'evangelizzazione delle terre oggi conosciute come Kenya risalgono agli inizi del XVI secolo, con i missionari portoghesi al seguito degli esploratori. Già nel 1498 Vasco da Gama aveva piantato sulle coste di Malindi una croce, ancora oggi conservata sul luogo. Verso la fine del Cinquecento furono i missionari Agostiniani ad evangelizzare le popolazioni delle coste. Nel 1631 il sultano di Mombasa, Jeromino Chingulia, in precedenza convertito al cristianesimo, attua in seguito una politica di persecuzione delle comunità cristiane: il 21 agosto è la data del martirio di oltre 150 cristiani, chiamati i Martiri di Mombasa, di cui è in corso la causa di beatificazione.
La missione cattolica è ripresa nell'Ottocento dai missionari Spiritani, che giungono nel Paese nel 1889, seguiti nel 1902 dai missionari della Consolata e nel 1903 dai padri di Mill Hill che fondano la missione di Kisumu. Nel 1909 è eretto il primo vicariato apostolico in Kenya, che saranno quattro nel 1926. Nel 1930 è eretta la delegazione apostolica di Mombasa responsabile di tutte le missioni cattoliche nelle colonie inglesi dell'Africa tropicale, compresa l'Arabia; passata a Nairobi nel 1959, diventerà Nunziatura apostolica nel 1965. La gerarchia ecclesiastica è istituita nel 1953 con l'elevazione dell'arcidiocesi metropolitana di Nairobi con tre diocesi suffraganee. Nel 1973 è creato il primo cardinale keniano, Maurice Michael Otunga.
La Chiesa cattolica del Kenya è stata visitata per tre volte da papa Giovanni Paolo II: nel 1980, nel 1985 per la chiusura del Congresso Eucaristico Internazionale di Nairobi, e nel 1995. Nel 2015 ha ricevuto la visita di papa Francesco.

## Organizzazione ecclesiastica
La Chiesa cattolica è presente nel Paese con 4 sedi metropolitane, 23 diocesi suffraganee e 1 ordinariato militare:
- l'arcidiocesi di Kisumu ha come suffraganee le diocesi di Bungoma, Eldoret, Homa Bay, Kakamega, Kapsabet, Kisii, Kitale e Lodwar;
- l'arcidiocesi di Mombasa ha come suffraganee le diocesi di Garissa e Malindi;
- l'arcidiocesi di Nairobi ha come suffraganee le diocesi di Kericho, Kitui, Machakos, Nakuru, Ngong e Wote;
- l'arcidiocesi di Nyeri ha come suffraganee le diocesi di Embu, Isiolo, Maralal, Marsabit, Meru, Muranga e Nyahururu;
- l'ordinariato militare in Kenya.

## Statistiche
Alla fine del 2014 la Chiesa cattolica in Kenya annoverava:
- 925 parrocchie;
- 2744 preti;
- 4 diaconi permanenti
- 1.463 seminaristi;
- 1.712 religiosi;
- 5.505 suore religiose;
- 10.354 istituti scolastici (2004);
- 1.860 istituti di beneficenza (2004).

La popolazione cattolica ammontava a 13.862.000, pari a oltre il 25% della popolazione totale.

## Nunziatura apostolica
La delegazione Apostolica dell'Africa, con sede a Mombasa, è stata istituita da papa Pio XI l'11 gennaio 1930 con il breve Pastoralis officii. Essa aveva giurisdizione su tutte le missioni cattoliche africane che dipendevano dalla Sacra Congregazione di Propaganda Fide, ad eccezione delle missioni del Sudafrica, del Congo Belga, dell'Egitto e dell'Abissinia (Eritrea ed Etiopia). Il primo delegato apostolico è stato nominato il 25 gennaio 1930. Il 2 gennaio 1947, in forza del decreto Cum Apostolicae di Propaganda Fide, la delegazione apostolica d'Africa è stata rinominata in Delegazione apostolica dell'Africa britannica Occidentale e Orientale. Il 3 ottobre 1959 essa assunse un nuovo nome, quello di Delegazione apostolica dell'Africa Orientale (o di Nairobi). Il 27 ottobre 1965 è stata istituita la nunziatura apostolica del Kenya con il breve Quantum utilitatis di papa Paolo VI, ed il suo responsabile ebbe fino al 1996 il titolo di pro-nunzio e in seguito quello di nunzio apostolico. Dal 2013 al 2024 il nunzio ha ricoperto anche la carica di nunzio nel Sudan del Sud.

### Delegati apostolici
- Arthur Hinsley, arcivescovo titolare di Sardi (9 gennaio 1930 - 25 marzo 1945 dimesso)
- Antonio Riberi, arcivescovo titolare di Dara (13 agosto 1934 - 1939 nominato officiale della Segreteria di Stato della Santa Sede)
- David Matthew, arcivescovo titolare di Apamea Ciboto (20 febbraio 1946 - 16 aprile 1954 nominato vicario castrense per la Gran Bretagna)
- James Robert Knox, arcivescovo titolare di Melitene (20 luglio 1953 - 14 febbraio 1957 nominato internunzio apostolico in India)
- Gastone Mojaisky Perrelli (1957 - 1959 nominato delegato apostolico nel Congo e nel Ruanda-Urundi)
- Guido Del Mestri (3 ottobre 1959 - 27 ottobre 1965 nominato pro-nunzio apostolico)

### Pro-Nunzi apostolici
- Guido Del Mestri, arcivescovo titolare di Tuscamia (27 ottobre 1965 - 9 settembre 1967 nominato delegato apostolico in Messico)
- Pierluigi Sartorelli, arcivescovo titolare di Semina (9 novembre 1967 - 16 gennaio 1976 dimesso)
- Agostino Cacciavillan, arcivescovo titolare di Amiterno (17 gennaio 1976 - 9 maggio 1981 nominato pro-nunzio apostolico in India)
- Giuseppe Ferraioli, arcivescovo titolare di Volturno (21 luglio 1981 - 1982 nominato officiale della Segreteria di Stato della Santa Sede)
- Clemente Faccani, arcivescovo titolare di Serra (27 giugno 1983 - 31 dicembre 1995 ritirato)

### Nunzi apostolici
- Giovanni Tonucci, arcivescovo titolare di Torcello (9 marzo 1996 - 16 ottobre 2004 nominato nunzio apostolico in Svezia, Danimarca, Finlandia, Islanda e Norvegia)
- Alain Paul Charles Lebeaupin, arcivescovo titolare di Vico Equense (14 gennaio 2005 - 23 giugno 2012 nominato nunzio apostolico presso l'Unione europea)
- Charles Daniel Balvo, arcivescovo titolare di Castello (17 gennaio 2013 - 21 settembre 2018 nominato nunzio apostolico nella Repubblica Ceca)
- Hubertus Matheus Maria van Megen, arcivescovo titolare di Novaliciana, dal 16 febbraio 2019

## Conferenza episcopale
L'episcopato del Kenya costituisce la Conferenza dei vescovi cattolici del Kenya (Kenya Conference of Catholic Bishops, KCCB), i cui statuti sono stati approvati dalla Santa Sede il 7 dicembre 1976. La massima autorità del KCCB è l'assemblea plenaria, cui partecipano di diritto tutti i vescovi diocesi, gli emeriti, gli ausiliari, il vicario apostolico e l'ordinario militare. L'assemblea dei vescovi del Kenya compie la sua missione attraverso il Segretariato cattolico (Catholic Secretariat) il quale, attraverso le Commissioni episcopali, coordina ed attua le decisioni dell'assemblea plenaria, fornendo gli adeguati supporti tecnici. Attualmente la KEC si avvale di 15 commissioni (liturgia, dottrina, apostolato dei laici, missioni, giustizia e pace, ecumenismo, dialogo interreligioso, rifugiati, ecc.) e di 2 sottocommissioni (diritto canonico e apostolato dei nomadi).
La KCCB è membro della Association of Member Episcopal Conferences in Eastern Africa (AMECEA) e del Symposium of Episcopal Conferences of Africa and Madagascar (SECAM).
Elenco dei Presidenti:
- John Joseph McCarthy, arcivescovo di Nairobi (1969 - 1970)
- Maurice Michael Otunga, cardinale, arcivescovo di Nairobi (1970 - 1976)
- John Njenga, vescovo di Eldoret (1976 - 1982)
- Raphael S. Ndingi Mwana'a Nzeki, vescovo di Nakuru (1982 - 1988)
- Nicodemus Kirima, arcivescovo di Nyeri (1988 - 1991)
- Zacchaeus Okoth, arcivescovo di Kisumu (1991 - 1997)
- John Njue, vescovo di Embu (1997 - 2003)
- Cornelius Kipng’eno Arap Korir, vescovo di Eldoret (agosto 2003 - 2006)
- John Njue, cardinale, arcivescovo di Nairobi (2006 - 2015)
- Philip Arnold Subira Anyolo, vescovo di Homa Bay e poi arcivescovo di Kisumu (2015 - 2021)
- Martin Musonde Kivuva, arcivescovo di Mombasa (luglio 2021 - 19 aprile 2024)
- Maurice Muhatia Makumba, vescovo di Nakuru e poi arcivescovo di Kisumu, dal 19 aprile 2024

Elenco dei Vicepresidenti:
- John Oballa Owaa, vescovo di Ngong (2015 - 2021)
- Maurice Muhatia Makumba, vescovo di Nakuru e poi arcivescovo di Kisumu  (luglio 2021 - 19 aprile 2024)
- Anthony Muheria, arcivescovo di Nyeri, dal 19 aprile 2024

Elenco dei Segretari generali:
- Presbitero Ferdinand Lugonzo, dal 1º gennaio 2021